# Gais 1943/1944
Fotbollsklubben Gais spelade säsongen 1943/1944 i allsvenskan, och slutade åtta i serien på blygsamma 15 poäng, bara fyra poäng från nedflyttning.
I svenska cupen 1943 gick Gais till kvartsfinal, där man åkte ur mot slutsegrarna IFK Norrköping.

## Inför säsongen

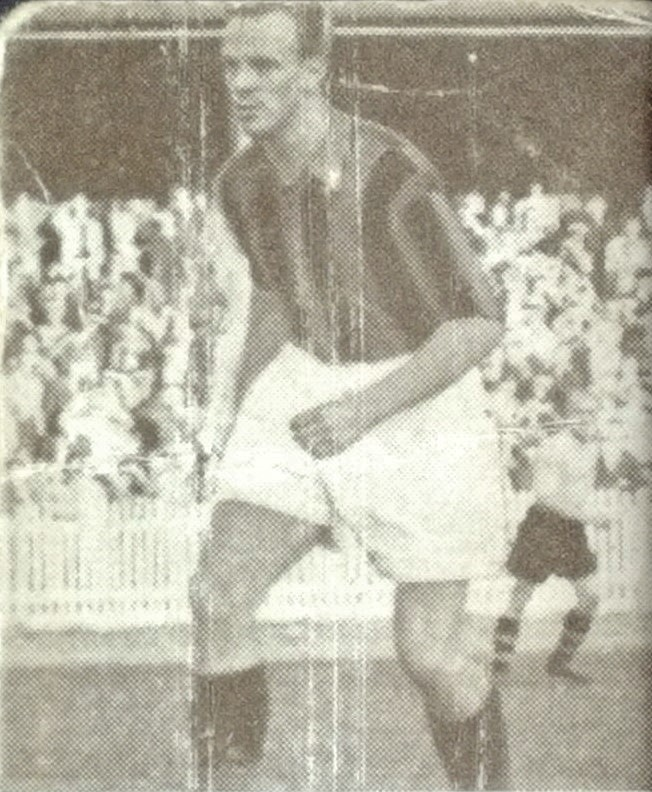
Bertil Johansson (senare Sernros) spelade samtliga Gais matcher i allsvenskan säsongen 1943/1944.

Gais hade kommit tvåa i allsvenskan 1941/1942 och vunnit svenska cupen 1942, och höll fast vid det gamla gardet även denna säsong, trots en mycket blygsam tionde plats i allsvenskan 1942/1943. Av den föregående säsongens spelare hade Gais endast mist Helmer Lundgren och Bengt Mossberg; i deras ställe gav man framför allt chansen till högeryttern Stig Hillén, brorson till Gaislegendaren Fritiof Hillén, och centerhalven Arthur "Pudding" Johansson, som tidigare hade gjort sig bemärkt som handbollsspelare i Flottans IF och fotbollsspelare i Reymersholms IK. Man inledde säsongen med handbollsstjärnan Rolf Andreasson som målvakt, men han ersattes under hösten av den tidigare målvakten Nils "Nippe" Johansson.

## Svenska cupen
Gais var regerande cupmästare, men  hade svårigheter redan i första omgången mot division II-laget Nyköpings AIK, som man till slut besegrade med 2–1 borta. I åttondelsfinalen ställdes man mot västerbottniska IFK Holmsund, som gång på gång lurade gaisarna i en offsidefälla genom att ställa backarna i linje med halvbackarna. Gais lyckades dock vinna med 1–0 hemma på Ullevi, trots sammanlagt 29 offsider i matchen. Det krävdes dock att ett skott av "Jack" Jacobsson styrdes i mål via en bortaförsvarare för att Gais skulle överlista Holmsunds målvakt Olof Zakrisson.
I kvartsfinalen mötte Gais IFK Norrköping på bortaplan; i en tuff match blev både Rolf Gustafsson och Sixten Rosenqvist skadade, och ett skadskjutet Gais bjöd dessutom hemmalaget på två straffar då Norrköping vann med 3–0 och slog ut Gais ur turneringen. Norrköping skulle sedermera vinna hela turneringen.

### Matcher
| 1 | 4 juli 1943 | Nyköpings AIK       | 1 – 2           | Gais                                    |                                                          |                                                          |
|   |             | Göran Andersson 14′ | (1 – 1) Rapport | 45′ Bertil Johansson 51′ Sven Jacobsson | Nyköping Publik: 2 828 Domare: Wille Svensson, Stockholm | Nyköping Publik: 2 828 Domare: Wille Svensson, Stockholm |
|   |             |                     |                 |                                         | Nyköping Publik: 2 828 Domare: Wille Svensson, Stockholm | Nyköping Publik: 2 828 Domare: Wille Svensson, Stockholm |
|   |             |                     |                 |                                         | Nyköping Publik: 2 828 Domare: Wille Svensson, Stockholm | Nyköping Publik: 2 828 Domare: Wille Svensson, Stockholm |

| 8:del | 9 juli 1943 | Gais               | 1 – 0           | IFK Holmsund | Ullevi                                        |                                               |
|       |             | Sven Jacobsson 57′ | (0 – 0) Rapport |              | Göteborg Publik: 1 961 Domare: Anders Nilsson | Göteborg Publik: 1 961 Domare: Anders Nilsson |
|       |             |                    |                 |              | Göteborg Publik: 1 961 Domare: Anders Nilsson | Göteborg Publik: 1 961 Domare: Anders Nilsson |
|       |             |                    |                 |              | Göteborg Publik: 1 961 Domare: Anders Nilsson | Göteborg Publik: 1 961 Domare: Anders Nilsson |

| kvart | 16 juli 1943 | IFK Norrköping                                                   | 3 – 0           | Gais | Idrottsparken                                           |                                                         |
|       |              | Gösta Malm 16′ (str.) Sven Persson 43′ Lennart Wigren 61′ (str.) | (2 – 0) Rapport |      | Norrköping Publik: 4 740 Domare: Ivan Eklind, Stockholm | Norrköping Publik: 4 740 Domare: Ivan Eklind, Stockholm |
|       |              |                                                                  |                 |      | Norrköping Publik: 4 740 Domare: Ivan Eklind, Stockholm | Norrköping Publik: 4 740 Domare: Ivan Eklind, Stockholm |
|       |              |                                                                  |                 |      | Norrköping Publik: 4 740 Domare: Ivan Eklind, Stockholm | Norrköping Publik: 4 740 Domare: Ivan Eklind, Stockholm |

## Allsvenskan

### Höstsäsongen

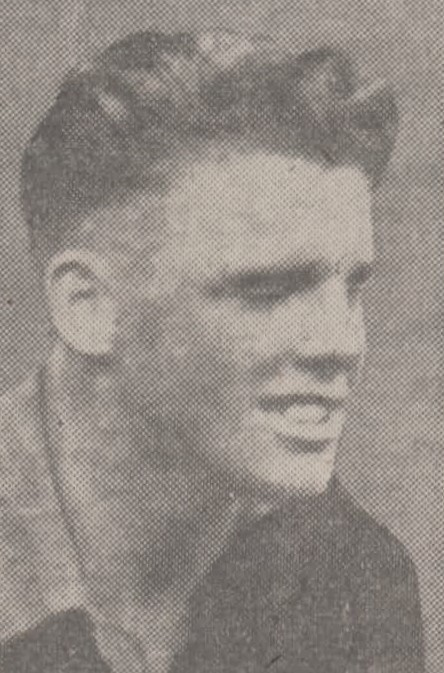
Sixten "Tjärpapp" Rosenqvist.

Seriespelet gick dåligt redan från början; redan efter 2–2 borta mot Hälsingborgs IF och 0–2 hemma mot AIK stod det klart att Gais skulle få en tuff säsong. 2–5 hemma i derbyt mot IFK Göteborg var trots de stora förlustsiffrorna ett fall framåt, men därefter fick man bara 1–1 borta mot bottenlaget IK Brage innan säsongens första seger kom med 2–1 hemma mot Halmstads BK. Efter 0–3 borta mot IFK Norrköping återvände Nils "Nippe" Johansson som målvakt i stället för Rolf Andreasson, som dittills under säsongen hade vaktat målet för Gais. Man slog Sandvikens IF med 1–0 hemma trots att Sven "Jack" Jacobsson var helt ur slag som center, men därefter blev det tre raka förluster: hela 1–4 borta mot IS Halmia, 0–2 hemma mot IF Elfsborg och 0–2 borta mot Malmö FF innan ett starkt ommöblerat Gais, där både "Jack" och "Tjärpapp" var petade, nådde 2–2 hemma mot Degerfors IF. Degerfors fick dock en gruvlig revansch med 5–1 hemma i den sista höstmatchen, och Gais gick till vintervila på en tionde plats, med endast sju inspelade poäng på 12 matcher.

### Vårsäsongen
Med det skrala resultatet under hösten var Gais i ett dystert läge inför det stundande femtioårsjubileet; föreningen hade grundats den 11 mars 1894. I Triangelserien 1944 kom man dessutom sist efter hela 0–4 mot Örgryte IS, då i division II, och 1–3 mot IFK Göteborg.
Till den första allsvenska vårmatchen, hemma mot Halmia, stuvade lagledaren "Abben" Olsson därför om elvan ordentligt och satte bland annat ner "Jack" på centerhalven. Gais vann utan att övertyga med 2–1, och följde upp segern med att spela 1–1 borta mot topplaget Elfsborg. Man åkte därefter på storstryk hemma mot serieledande Malmö FF (0–4), och spelade sedan 0–0 i ett snöigt Sandviken, sedan "Jack" slagit en straff rakt i famnen på målvakten. Därefter följde en ny 0–2-förlust mot AIK på Råsunda innan man hemma på Ullevi besegrade ett problemtyngt Hälsingborg med 2–0. I Halmstad förlorade Gais i en dålig match mot HBK knappt med 1–0, och sedan förlorade man hemma på Ullevi med 3–0 mot IFK Norrköping; det var tredje gången under säsongen man förlorat med exakt samma siffror mot Norrköping. Efter Norrköpingsmatchen skrev Dagens Nyheter något som sammanfattar Gais trevande säsong:
| ” | Det hjälper inte mycket hur man ändrar Gais kedja. Någon märkbar skillnad mot tidigare misslyckanden kunde man inte spåra hos den nya kedjekombinationen. Sven Jacobsson var bäst i laget, som vanligt. | „ |

Gais fick sedan ännu en gång storstryk i derbyt mot IFK Göteborg, denna gång med 1–6. Inför den sista matchen, hemma mot Brage, var Gais därför neddraget i bottenstriden; om man förlorade hemma mot Brage med 4–0, 5–1 eller mer skulle man akterseglas av Borlängelaget och trilla ur allsvenskan. Gais lyckades dock ta sig samman och vinna med 2–1, och därmed hålla sig kvar i allsvenskan. Med ynka 15 poäng slutade man till slut på en åttonde plats, fyra poäng före Brage på nedflyttningsplats, och hela sex poäng nedanför Halmia på sjunde plats.

### Tabell
| Nr | Lag                 | S  | V  | O  | F  | GM | IM | MS  | P  |
| -- | ------------------- | -- | -- | -- | -- | -- | -- | --- | -- |
| 1  | Malmö FF            | 22 | 17 | 3  | 2  | 54 | 22 | +32 | 37 |
| 2  | IF Elfsborg         | 22 | 15 | 2  | 5  | 63 | 30 | +33 | 32 |
| 3  | AIK                 | 22 | 16 | 0  | 6  | 54 | 25 | +29 | 32 |
| 4  | IFK Norrköping (RM) | 22 | 13 | 4  | 5  | 53 | 31 | +22 | 30 |
| 5  | IFK Göteborg        | 22 | 12 | 3  | 7  | 69 | 42 | +27 | 27 |
| 6  | Degerfors IF        | 22 | 9  | 7  | 6  | 42 | 30 | +12 | 25 |
| 7  | IS Halmia (U)       | 22 | 10 | 1  | 11 | 47 | 56 | −9  | 21 |
| 8  | Gais                | 22 | 5  | 5  | 12 | 20 | 48 | −28 | 15 |
| 9  | Halmstads BK        | 22 | 6  | 2  | 14 | 32 | 53 | −21 | 14 |
| 10 | Hälsingborgs IF     | 22 | 1  | 11 | 10 | 26 | 50 | −24 | 13 |
| 11 | IK Brage (U)        | 22 | 4  | 3  | 15 | 22 | 59 | −37 | 11 |
| 12 | Sandvikens IF       | 22 | 1  | 5  | 16 | 23 | 59 | −36 | 7  |

### Seriematcher
| Motståndare     | Hemmamatch | Bortamatch |
| --------------- | ---------- | ---------- |
| Malmö FF        | 0–4        | 0–2        |
| IF Elfsborg     | 0–2        | 1–1        |
| AIK             | 0–2        | 0–2        |
| IFK Norrköping  | 0–3        | 0–3        |
| IFK Göteborg    | 2–5        | 1–6        |
| Degerfors IF    | 2–2        | 1–5        |
| IS Halmia       | 2–1        | 1–4        |
| Halmstads BK    | 2–1        | 0–1        |
| Hälsingborgs IF | 2–0        | 2–2        |
| IK Brage        | 2–1        | 1–1        |
| Sandvikens IF   | 1–0        | 0–0        |

## Spelarstatistik

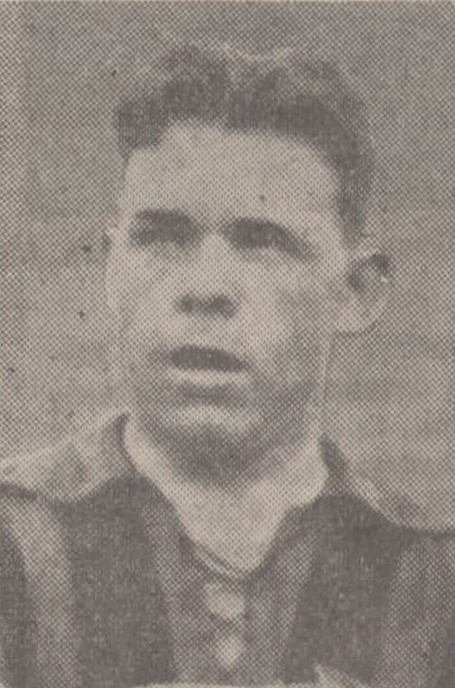
Göte "Knubben" Sjösten blev Gais interna skyttekung med blott sju mål.

Gais hade svårt att få till en slagkraftig elva, och experimenterade mycket med truppen. På grund av detta fick flera spelare debutera i klubbens A-lag; många av dem fick aldrig chansen igen efter denna säsong. En av årets debutanter, Henning Wessberg, skulle dock bli en viktig byggsten i Gais lagbygge under 1940-talet, med 50 matcher och 24 mål för klubben.
| Spelare              | Matcher | Mål |
| -------------------- | ------- | --- |
| Bertil Johansson     | 22      | 3   |
| Rolf Gustafsson      | 22      |     |
| Folke Lind           | 21      |     |
| Göte Sjösten         | 20      | 7   |
| Sven Jacobsson       | 20      | 3   |
| Rune Östling         | 20      | 3   |
| Sixten Rosenqvist    | 19      |     |
| Arne Gustafsson      | 17      |     |
| Nils Johansson (mv)  | 16      |     |
| Stig Hillén          | 14      | 3   |
| Arthur Johansson     | 14      |     |
| Morgan Appelgren     | 8       | 1   |
| Holger Gustavsson    | 7       |     |
| Rolf Andreasson (mv) | 6       |     |
| Sven Widlund         | 5       |     |
| Per Andersson        | 4       |     |
| Stig Aronsson        | 2       |     |
| Bengt Lundgren       | 2       |     |
| Lars Pettersson      | 2       |     |
| Henning Wessberg     | 1       |     |